# 本田良一
本田 良一（ほんだ りょういち、1940年4月24日 - 2022年7月22日）は、日本の政治家。参議院議員（1期）、参議院沖縄及び北方問題に関する特別委員会委員長、熊本県議会議員（3期）、熊本市議会議員（2期）などを歴任。
尚、現職の阿蘇市派出畳店出の本田雄三議員とは関係ない

## 来歴
熊本県玉名郡南関町出身。熊本県立南関高等学校を経て、北九州市立大学外国語学部中国語学科卒業。
1964年、日本電信電話公社九州電気通信局に入社する。
1979年、熊本市議会議員に初当選し、2期務める。
1987年、熊本県議会議員初当選。3期目の満了まで6か月を残した1998年の第18回参議院議員通常選挙に旧民主党公認で熊本県選挙区から立候補。この時自民党熊本県連が2議席独占を狙って現職の浦田勝に加え、新人の木村仁を擁立したため、保守票が分裂し漁夫の利を得る形でトップで初当選。木村が2位で当選する一方で浦田が落選した。
任期中は1999年の国旗国歌法案の採決で党議拘束はなかったものの、社会党・社民党出身ながら賛成票を投じた。2000年に総務委員会委員、2003年に沖縄及び北方問題に関する特別委員会委員長を務めた。
再選を目指した2004年の第20回参議院議員通常選挙では熊本選挙区が改選数1人に削減され、木村との現職対決となったが落選。その後、2006年の熊本市長選挙に無所属で立候補するが、現職の幸山政史に敗れ、落選。
2007年11月、民主党を離党。その後2010年5月にみんなの党に入党した。みんなの党の解党後は長女の顕子と同様に2018年8月に自由民主党に入党した。
2010年に旭日中綬章を受章。
2016年7月、文芸社より「毛沢東中華人民共和国と21世紀世界の資本主義と民主主義」を上梓した。
2022年7月22日午後、心不全のため、死去。82歳没。死没日付をもって正五位に叙された。

## 家族
- 長女 - 本田顕子（参議院議員）